# Piracetam
El piracetam es un fármaco con acción nootrópica (potenciador cognitivo) a nivel cerebral. Es eficaz en trastornos cognitivos, vértigo, mioclonía cortical, dislexia y anemia falciforme; las fuentes difieren sobre su utilidad para la demencia. El piracetam se vende como medicamento en muchos países europeos. La venta de piracetam no es ilegal en Estados Unidos, aunque no está regulada ni aprobada por la FDA, por lo que se vende legalmente sólo para uso en investigación.
El piracetam pertenece al grupo de los racetams. Es un derivado cíclico del neurotransmisor GABA  y comparte la misma estructura base con el ácido piroglutámico. Otros fármacos relacionados son los anticonvulsivos levetiracetam y brivaracetam, y los posibles nootrópicos aniracetam y fenilpiracetam.

## Farmacología y mecanismos de acción
El piracetam es un fármaco nootrópico que coadyuva a mejorar el metabolismo de la neurona permitiendo una mejor captación del oxígeno. Se sabe que estimula la conversión del adenosín difosfato en Adenosín trifosfato (ATP), que es un fosfato de alta energía. En casos de hipoxia celular, el piracetam puede ser de utilidad ya que se le atribuye protección a la neurona. Restaura la estructura laminar de membrana caracterizada por la formación de complejos fármaco-fosfolípidos móviles. El piracetam protege a las neuronas en las enfermedades neuropatológicas relacionadas con la edad y la activación y modulación de células de sangre periférica en pacientes con condiciones neuropatológicas. Además, el lipopolisacárido (LPS) causa daño oxidativo al ADN por lo que en un estudio se reveló el efecto saludable de piracetam contra el estrés oxidativo y daño en el ADN inducido por LPS en leucocitos y macrófagos.

## Farmacocinética
El piracetam se absorbe fácilmente desde el tracto gastrointestinal permitiendo que en menos de una hora se alcance en sangre niveles de 50 - 60 µg/ml. Al mismo tiempo, se ha descubierto que el fármaco atraviesa la barrera hematoencefálica, ya que se ha detectado su presencia en el líquido cefalorraquídeo entre 4 y 8 horas posteriores a su ingesta. Los estudios hechos al medicamento han demostrado que no se une a las proteínas plasmáticas, por lo que su biodisponibilidad se ve aumentada. Su vida promedio es de 5 horas, aproximadamente.[cita requerida]

### Metabolitos secundarios
Hasta el momento se desconoce. El fármaco recuperado en la orina, un 90-95%, se encuentra sin modificación pasadas 24 horas después de su ingesta oral.[cita requerida]

## Indicaciones terapéuticas
Trastornos de atención y memoria, dificultades en la actividad cotidiana y adaptación al entorno, que acompañan a los estados de deterioro mental debido a una patología cerebral degenerativa relacionada con la edad. Mioclonías corticales.

## Precauciones especiales
Aunque se han hecho pocos estudios sobre el uso del piracetam en mujeres embarazadas y en período de lactancia, los especialistas aconsejan no utilizar el medicamento. Personas con hemorragia cerebral o con insuficiencia renal deben evitar tomar el fármaco.[cita requerida]

## Reacciones adversas conocidas
Regularmente son de carácter gastrointestinal. En algunos pacientes se han reportado desde insomnio, irritación emocional y agitación nerviosa.[cita requerida]

## Uso en terapéutica
- demencia
- deterioro cognitivo leve
- enfermedad de Alzheimer
- falta de concentración
- mioclonía cortical
- síndrome de intoxicación alcohólica
- trastornos del aprendizaje
- vértigo

## Controversia
Es considerado una "Smart Drug" o droga inteligente que vio un aumento de su venta en los "smart bars", bares o lugares donde los estudiantes recibían una bebida energizante mezclada con pastillas pulverizadas de fármacos nootrópicos. También se ha visto su consumo en gente que toman otras drogas más duras para paliar algunos efectos secundarios neuronales.